# Temporada 2004-2005 del FC Barcelona (femení)
La temporada 2004-05 és la 17a en la història del Futbol Club Barcelona, i la 9a temporada del club en la màxima categoria del futbol espanyol.

## Desenvolupament de la temporada
Les jugadores queden novenes a la Superlliga.
Aquella temporada queda marcada per l'arriba al mercat d'hivern de Maribel Domínguez que provoca la revifada de l'equip i un interès mediàtic i d'espectadors que provoca el canvi de partits al Mini Estadi o fins i tot una gira per Mèxic de 3 partits al finalitzar la temporada.

## Jugadores i cos tècnic

### Plantilla
La plantilla i el cos tècnic del primer equip per a l'actual temporada són els següents:
| N. | Pos. | Nac. | Jugador                   |
| -- | ---- | --- | ------------------------- |
| —  | POR  | [[Fitxer:Flag of Catalonia.svg\|23x15px\|border \|alt=Catalunya\|link=Selecció de futbol de Catalunya\|{{#if:\|]]                        | María José Pons "Mariajo" |
| —  | POR  | [[Fitxer:Flag of Catalonia.svg\|23x15px\|border \|alt=Catalunya\|link=Selecció de futbol de Catalunya\|{{#if:\|]]                        | Marina Marimon            |
| —  | POR  | [[Fitxer:Flag of Catalonia.svg\|23x15px\|border \|alt=Catalunya\|link=Selecció de futbol de Catalunya\|{{#if:\|]]                        | Cristina Molina           |
| —  | DEF  | [[Fitxer:Flag of Catalonia.svg\|23x15px\|border \|alt=Catalunya\|link=Selecció de futbol de Catalunya\|{{#if:\|]]                        | Ana María Escribano       |
| —  | DEF  | [[Fitxer:Flag of Catalonia.svg\|23x15px\|border \|alt=Catalunya\|link=Selecció de futbol de Catalunya\|{{#if:\|]]                        | Carla Tomàs               |
| —  | DEF  | [[Fitxer:Flag of Catalonia.svg\|23x15px\|border \|alt=Catalunya\|link=Selecció de futbol de Catalunya\|{{#if:\|]]                        | Sheila Sanchón            |
| —  | DEF  | [[Fitxer:Flag of Extremadura with COA.svg\|23x15px\|border \|alt=Extremadura\|link=Selecció de futbol d'Extremadura\|{{#if:\|]]          | Ana Belén Fuertes "Kaki"  |
| —  | DEF  | [[Fitxer:Flag of Andalucía.svg\|23x15px\|border \|alt=Andalusia\|link=Selecció de futbol d'Andalusia\|{{#if:\|]]                         | Melanie Serrano           |
| —  | DEF  | [[Fitxer:Flag of Catalonia.svg\|23x15px\|border \|alt=Catalunya\|link=Selecció de futbol de Catalunya\|{{#if:\|]]                        | Verónica Navarro          |
| —  | DEF  | [[Fitxer:Flag of Catalonia.svg\|23x15px\|border \|alt=Catalunya\|link=Selecció de futbol de Catalunya\|{{#if:\|]]                        | Zaida González            |
| —  | MIG  | [[Fitxer:Flag of the Balearic Islands.svg\|23x15px\|border \|alt=Illes Balears\|link=Selecció de futbol de les Illes Balears\|{{#if:\|]] | Margalida Mas             |
| —  | MIG  | [[Fitxer:Flag of Catalonia.svg\|23x15px\|border \|alt=Catalunya\|link=Selecció de futbol de Catalunya\|{{#if:\|]]                        | Alba Mena                 |

| N. | Pos. | Nac. | Jugador              |
| -- | ---- | --- | -------------------- |
| —  | MIG  | [[Fitxer:Flag of Catalonia.svg\|23x15px\|border \|alt=Catalunya\|link=Selecció de futbol de Catalunya\|{{#if:\|]]           | Elia Giménez         |
| —  | MIG  | [[Fitxer:Flag of Catalonia.svg\|23x15px\|border \|alt=Catalunya\|link=Selecció de futbol de Catalunya\|{{#if:\|]]           | Berta Carles         |
| —  | MIG  | [[Fitxer:Flag of Andalucía.svg\|23x15px\|border \|alt=Andalusia\|link=Selecció de futbol d'Andalusia\|{{#if:\|]]            | Alba Vilas           |
| —  | MIG  | [[Fitxer:Flag of Catalonia.svg\|23x15px\|border \|alt=Catalunya\|link=Selecció de futbol de Catalunya\|{{#if:\|]]           | Ana Carralero        |
| —  | MIG  | [[Fitxer:Flag of the Basque Country.svg\|23x15px\|border \|alt=País Basc\|link=Selecció de futbol del País Basc\|{{#if:\|]] | Larraitz Kortabarria |
| —  | MIG  | [[Fitxer:Flag of Catalonia.svg\|23x15px\|border \|alt=Catalunya\|link=Selecció de futbol de Catalunya\|{{#if:\|]]           | Desiree Moya         |
| —  | MIG  | [[Fitxer:Flag of Catalonia.svg\|23x15px\|border \|alt=Catalunya\|link=Selecció de futbol de Catalunya\|{{#if:\|]]           | Gemma Quer           |
| —  | DAV  | [[Fitxer:Flag of Aragon.svg\|23x15px\|border \|alt=Aragó\|link=Selecció de futbol d'Aragó\|{{#if:\|]]                       | Adriana Martín       |
| —  | DAV  | [[Fitxer:Flag of Catalonia.svg\|23x15px\|border \|alt=Catalunya\|link=Selecció de futbol de Catalunya\|{{#if:\|]]           | Judith Acedo         |
| —  | DAV  | [[Fitxer:Flag of Mexico.svg\|23x15px\|border \|alt=Mèxic\|link=Selecció de futbol de Mèxic\|{{#if:\|]]                      | Maribel Domínguez    |
| —  | DAV  | [[Fitxer:Flag of Catalonia.svg\|23x15px\|border \|alt=Catalunya\|link=Selecció de futbol de Catalunya\|{{#if:\|]]           | Laia Ramón           |
| —  | DAV  | [[Fitxer:Flag of Romania.svg\|23x15px\|border \|alt=Romania\|link=Selecció de futbol de Romania\|{{#if:\|]]                 | Simona Vintilă       |

FC Barcelona Femení B
| N. | Pos. | Nac. | Jugador     |
| -- | ---- | --- | ----------- |
| —  | DEF  | [[Fitxer:Flag of Catalonia.svg\|23x15px\|border \|alt=Catalunya\|link=Selecció de futbol de Catalunya\|{{#if:\|]] | Gemma Pinto |

#### Altes
Ana Belén Fuertes "Kaki", Berta Carles, Larraitz Kortabarria, Gemma Quer, Adriana Martín, Judith Acedo, i Maribel Domínguez.

#### Ascens
Melanie Serrano

#### Baixes
Marisa Quiles i Araceli José.

### Cos tècnic
- Entrenadora:  Natalia Astrain

## Partits
Victòria       Empat       Derrota

### Lliga
| 15 de setembre de 2004 | FC Barcelona (femení)   | 4-4   | Reial Club Deportiu Espanyol de Barcelona | Barcelona, Catalunya   |  |
| Jornada 1              | 4 gols d'Adriana Martín | [ 4 ] |                                           | Miniestadi Catalunya · |  |

| 19 de setembre de 2004 | Oviedo Moderno                | 2-1 | FC Barcelona (femení) | Oviedo, Astúries                                   |  |
| Jornada 2              | 1-0 Mónica 17', 2-1 Peque 78' |     | 1-1 Laia 69'          | Manuel Díaz Vega Astúries · Daniel Díaz Iglesias · |  |

| 26 de setembre de 2004 | FC Barcelona (femení)       | 2-2 | CD Híspalis (femení)          | Barcelona, Catalunya                       |  |
| Jornada 3              | 1-2 Marga 42', 2-2 Desi 44' |     | 0-1 Vanesa 7', 0-2 Amparo 16' | Miniestadi Catalunya · Aguilera Hernando · |  |

| 10 d'octubre de 2004 | AD Torrejón Club de Fútbol (femení) | 3-1   | FC Barcelona (femení) | Torrejón de Ardoz, Comunitat de Madrid    |  |
| Jornada 4            |                                     | [ 4 ] |                       | Camp Las Veredillas Comunitat de Madrid · |  |

| 17 d'octubre de 2004 | FC Barcelona (femení) | 2-2   | Estudiantes de Huelva | Barcelona, Catalunya                    |  |
| Jornada 5            |                       | [ 4 ] |                       | Camps Annexes al Miniestadi Catalunya · |  |

| 24 d'octubre de 2004 | Rayo Vallecano (femení) | 1-0   | FC Barcelona (femení) | Madrid, Comunitat de Madrid                      |  |
| Jornada 6            |                         | [ 4 ] |                       | Nuestra Señora de la Torre Comunitat de Madrid · |  |

| 31 d'octubre de 2004 | FC Barcelona (femení) | 1-2   | Club de Fútbol Femenino Irex Puebla | Barcelona, Catalunya                    |  |
| Jornada 7            |                       | [ 4 ] |                                     | Camps Annexes al Miniestadi Catalunya · |  |

| 7 de novembre de 2004 | Llevant Unió Esportiva (femení) | 4-0   | FC Barcelona (femení) | València, Comunitat Valenciana |  |
| Jornada 8             |                                 | [ 4 ] |                       |                                |  |

| 14 de novembre de 2004 | FC Barcelona (femení) | 1-1   | Club de Fútbol Pozuelo de Alarcón (femení) | Barcelona, Catalunya                    |  |
| Jornada 9              |                       | [ 4 ] |                                            | Camps Annexes al Miniestadi Catalunya · |  |

| 21 de novembre de 2004 | Centre d'Esports Sabadell Futbol Club (femení) | 4-0   | FC Barcelona (femení) | Sabadell, Catalunya |  |
| Jornada 10             |                                                | [ 4 ] |                       |                     |  |

| 28 de novembre de 2004 | Sociedad Deportiva Lagunak (femení) | 3-1   | FC Barcelona (femení) | Barañáin, Navarra                    |  |
| Jornada 11             |                                     | [ 4 ] |                       | Servicio Municipal Lagunak Navarra · |  |

| 5 de desembre de 2004 | FC Barcelona (femení) | 3-0   | Club Deportivo Nuestra Señora de Belén | Barcelona, Catalunya                    |  |
| Jornada 12            |                       | [ 4 ] |                                        | Camps Annexes al Miniestadi Catalunya · |  |

| 12 de desembre de 2004 | Athletic Club de Bilbao (femení)                                                             | 5-1 | FC Barcelona (femení) | Bilbao, País Basc                                   |  |
| Jornada 13             | 1-0 Irune Murua 4', 2-0 Erika Vázquez 42', 3-0 Gurutze 56', 4-0 Gurutze 77', 5-1 Gurutze 87' |     | 4-1 Adriana 85'       | Instal·lacions de Lezama País Basc · Aramaio Soto · |  |

| 19 de desembre de 2004 | RCD Espanyol (femení) | 7-1   | FC Barcelona (femení) | Sant Adrià del Besòs, Catalunya            |  |
| Jornada 14             |                       | [ 4 ] |                       | Ciutat Esportiva de Sant Adrià Catalunya · |  |

| 16 de gener de 2005 | FC Barcelona (femení) | 0-3 | Oviedo Moderno | Barcelona, Catalunya                    |  |
| Jornada 15          |                       |     |                | Camps Annexes al Miniestadi Catalunya · |  |

| 23 de gener de 2005 | CD Híspalis (femení) | 8-0 | FC Barcelona (femení) | Sevilla, Andalusia |  |
| Jornada 16          |                      |     |                       |                    |  |

| 30 de gener de 2005 | FC Barcelona (femení)       | 5-0   | AD Torrejón Club de Fútbol (femení) | Barcelona, Catalunya                    |  |
| Jornada 17          | 3 gols de Maribel Domínguez | [ 1 ] |                                     | Camps Annexes al Miniestadi Catalunya · |  |

| 6 de febrer de 2005 | Estudiantes de Huelva | 3-4   | FC Barcelona (femení) | Huelva, Andalusia |  |
| Jornada 18          |                       | [ 4 ] |                       |                   |  |

| 13 de febrer de 2005 | FC Barcelona (femení)                   | 3-0   | Rayo Vallecano (femení) | Barcelona, Catalunya   |  |
| Jornada 19           | 1-0 Adriana, 2-0 Alba, 3-0 Maribel (p.) | [ 1 ] |                         | Miniestadi Catalunya · |  |

| 20 de febrer de 2005 | Club de Fútbol Femenino Irex Puebla | 0-0   | FC Barcelona (femení) | Puebla de la Calzada, Extremadura |  |
| Jornada 20           |                                     | [ 4 ] |                       | Municipal Extremadura ·           |  |

| 27 de febrer de 2005 | FC Barcelona (femení) | 1-2 | Llevant Unió Esportiva (femení) | Barcelona, Catalunya   |  |
| Jornada 21           |                       |     |                                 | Miniestadi Catalunya · |  |

| 13 de març de 2005 | Club de Fútbol Pozuelo de Alarcón (femení) | 0-4   | FC Barcelona (femení) | Pozuelo de Alarcón, Comunitat de Madrid  |  |
| Jornada 22         |                                            | [ 4 ] |                       | Valle de las Cañas Comunitat de Madrid · |  |

| 20 de març de 2005 | FC Barcelona (femení) | 1-0   | Centre d'Esports Sabadell Futbol Club (femení) | Barcelona, Catalunya   |  |
| Jornada 23         |                       | [ 4 ] |                                                | Miniestadi Catalunya · |  |

| 3 d'abril de 2005 | FC Barcelona (femení) | 2-1   | Sociedad Deportiva Lagunak (femení) | Barcelona, Catalunya   |  |
| Jornada 24        |                       | [ 4 ] |                                     | Miniestadi Catalunya · |  |

| 10 d'abril de 2005 | Club Deportivo Nuestra Señora de Belén | 0-4   | FC Barcelona (femení) | Burgos, Castella i Lleó                                |  |
| Jornada 25         |                                        | [ 4 ] |                       | Estadio Municipal José Manuel Sedano Castella i Lleó · |  |

| 17 d'abril de 2005 | FC Barcelona (femení) | 0-2 | Athletic Club de Bilbao (femení)    | Barcelona, Catalunya                   |  |
| Jornada 26         |                       |     | 0-1 Eli Ibarra 76', 0-2 Gurutze 91' | Miniestadi Catalunya · Pérez Fuentes · |  |